# Jesús Meliá Escrivá
Jesús Meliá Escrivá es un intérprete y concertista retirado de oboe español nacido en Riola, Valencia el 21 de junio de 1939.

## Biografía
Inició sus estudios en Valencia, pasando después al Conservatorio Superior de Música de San Sebastián, donde estudió junto al profesor de oboe Antonio Cortés y el director Ramón Usandizaga, obteniendo el Primer Premio Fin de Carrera.
Perteneció a la Orquesta Municipal de San Sebastián como oboe y corno inglés y en el año 1965 ingresa como oboe solista en la Orquesta Sinfónica de RTVE, hasta el año 1988 cuando pasa a dedicarse a la docencia como catedrático de oboe. Durante los 23 años dentro de la OSRTVE alcanzó las metas artísticas más altas del lado de grandes directores como Ígor Markévich, Sergiu Celibidache, Lorin Maazel, Sergiu Comissiona, Eliahu Inbal y un largo etcétera, actuando por toda España y por varios países europeos. Cabe destacar 2 giras de 35 conciertos por los Estados Unidos de América.
De su programación destacaríamos las 18 temporadas en el Teatro Real de Madrid donde la orquesta lució sus mejores actuaciones.
También formó parte integrante del Quinteto de Viento de RTVE, con el que interpretó más de 400 conciertos, grabando dos discos de compositores españoles tales como el compositor jerezano Germán Álvarez Beigbeder, Enrique Granados e Isaac Albéniz. 
En música contemporánea grabó con los compositores Luis de Pablo como por ejemplo Música española contemporánea, Vol. 6., Cristóbal Halffter, Carmelo Bernaola, Tomás Marco, etcétera. 
Como oboe solista obtuvo la medalla de plata en el Festival Internacional de Música contemporánea de París gracias a su interpretación del Concierto para oboe de Agustín Bertoméu. 
Entre sus interpretaciones más célebres destacan los conciertos de Brandenburgo de J. S. Bach, la Sinfonía concertante de Haydn y la Sinfonía concertante para oboe, clarinete, trompa, fagot y orquesta de Mozart. Como concertista destacan el Concierto para oboe en do mayor de Haydn y el Concierto para oboe de Richard Strauss, siendo el primer oboísta español que lo interpretó en el Teatro Real.
En la parte final de su dilatada vida artística desempeñó funciones como catedrático de oboe del Conservatorio Oscar Esplá de Alicante, enseñando a oboístas que en la actualidad forman parte integrante de orquestas de primer nivel.

## Catálogo de obras interpretadas
Dentro de la extensa lista de obras interpretadas durante sus 23 años en activo y enmarcadas en estilos tan diversos como el clásico, barroco y contemporáneo, debemos destacar las siguientes:

### Música clásica
- Concierto de Presentación Oficial de la Orquesta Sinfónica de RTVE. Gran Teatro del Liceo de Barcelona año 1965.[6]
- Concierto para dos Oboes de Tomaso Albinoni con la Orquesta Sinfónica de RTVE. Director: Odón Alonso Ordás. Teatro Real año 1973.
- Concierto para oboe y orquesta de Richard Georg Strauss con motivo de la Expo de Bruselas. Director: Peter Maag. Oboe solista: Jesús Meliá. Teatro Real año 1978.
- Concierto n.º 17 para piano y orquesta en Sol Mayor KV. 453 de  Wolfgang Amadeus Mozart. Orquesta de RTVE. Director: Eliahu Inbal. Teatro Real.
- Concierto para oboe y cuerda en Re Menor de Alessandro Marcello.
- Sinfonía n.º 1 de Gustav Mahler en Re Mayor " Titán ". Orquesta de RTVE. Director: Rafael Frühbeck de Burgos. Teatro Real año 1985.
- Sinfonía n.º 3 de Gustav Mahler en Re Menor. Orquesta de RTVE. Director: Miguel Ángel Gómez Martínez. Teatro Real año 1983.
- Sinfonía n.º 4 de Gustav Mahler en Sol Mayor. Orquesta de RTVE. Director: Sergiu Comissiona. Teatro Real año 1985.
- Sinfonía n.º 5 de Ludwig van Beethoven en Do Menor. Op. 67. Orquesta de RTVE. Director: Sergiu Celibidache. Teatro Real.
- Sinfonía n.º 6 de Ludwig van Beethoven en Fa Mayor. Op. 68. Orquesta de RTVE. Director: Sergiu Celibidache. Teatro Real. 29 de noviembre de 1970.
- Sinfonía n.º 7 de Ludwig van Beethoven en La Mayor. Op. 92. Director: Ígor Markévich.
- Sinfonía n.º 9 de Ludwig van Beethoven en Re Menor. Op. 125. Director: Ígor Markévich.
- Scheherezade, Opus 35 de Nikolái Rimski-Kórsakov. Orquesta de RTVE. Director: Sergiu Celibidache. Teatro Real. 21 de febrero de 1971.

### Música para ballet
- El lago de los cisnes de Piotr Ilich Chaikovski. Orquesta de RTVE. Director: Enrique García Asensio. Teatro Real año 1983.
- El amor brujo de Manuel de Falla con Teresa Berganza. Orquesta de RTVE.  Director: Miguel Ángel Gómez Martínez Teatro Real año 1986.

### Música para títeres
- Concierto de El retablo de Maese Pedro de Manuel de Falla. Orquesta de RTVE. Año 1973. Director: Odón Alonso Ordás.Oss

### Divertimentos
- Divertimento n.º 11 en Re Mayor KV. 251 de Wolfgang Amadeus Mozart. Orquesta Sinfónica de RTVE. Director: Odón Alonso Ordás. Teatro Real.
- Serenata española de Fermín Ruiz Escobés. Año 1985.

### Recitales
- Recital para jóvenes en la Fundación Juan March. 5 de octubre de 1989.[7]